# 张鼓峰事件

张鼓峰战斗态势图

张鼓峰事件是一場僅持續約10日的短暫軍事衝突事件，事件的起迄時間為1938年7月30日－1938年8月11日，地點發生在日本控制下的满洲国（今中國東北地區）與蘇聯遠東濱海邊疆區哈桑区的交界處，該處同時也鄰近日治朝鮮（今朝鲜民主主义人民共和国）北端。

## 背景
張鼓峰是中俄邊境間的小山峰（禿山），海拔155.1米，位于吉林省琿春市东南，图们江左岸，中朝俄三国分界点的土字碑（邊境的界碑，碑上寫有「土」字）的西北方不到5千米，防川村北1.5公里處，而此一邊境的界定來自於清朝與帝俄（也稱沙俄）時代所訂的清俄珲春东界约（1886年）以山顶分水岭为国界，南坡为中国，北坡为俄罗斯。由于夹在图们江和哈桑湖之间，通向张鼓峰的陆路通道极其狭窄，北面只有2公里宽，南面更只有1公里。張鼓峰以北2千米处另有一個小山峰，稱為沙草峰，海拔77.1米。张鼓峰东侧是南北长条形状的哈桑湖（“长池”），西侧是图们江边小平原，南距防川村1.5千米。
张鼓峰之战，苏日双方激烈争夺的是哈桑湖与张鼓峰之间的南北狭长的争议地区，以及对张鼓峰这个制高点的控制权。受地理环境制约，苏军进攻时是绕行哈桑湖的南端、北端，分别向北、向南突击会攻张鼓峰制高点。
此小山峰位於蘇聯、满洲國、朝鮮三國的交界處，是個疆界模糊、不易明確的爭端位置。日本控制的伪满依据1909年的中方地图和1911年的沙俄参谋部缩尺八万四千分之一地图，认为边境线在张鼓峰东侧，张鼓峰则属于珲春县界；   而苏联方面则依据1886年珲春界约主张边境线从张鼓峰山顶穿过，位于149高地。
满洲国建立后，日本出于对苏边境警备作战的需要，以及肃清东北抗日联军进出苏联国境，把珲春县板石镇东南、位于图们江与苏联国境之间的狭长走廊的汉人村民强制内迁，由当时日属朝鲜的农民迁入防川村、圈河村、九沙坪等地。
日本陆军朝鲜军司令部从1936年3月开始，就决定不向张鼓峰、沙草峰地区派兵。苏联人也采取了同样措施。争议地区处于双方搁置状态。

## 遠因
- 1936年11月25日，納粹德國與大日本帝國簽定了《反共產國際協定》（簡稱：《防共協定》）。

- 1937年11月6日，義大利與日本、德國共同簽訂了《日本、義大利和德國決定書》，透過這份決定書，義大利也正式加入「防共協定」，同時日、意、德的軸心國態勢也初步形成。

- 1938年1月—2月間，德國為因應其歐洲擴張侵略的需求，認為原有簽訂的「防共協定」並不足夠，而期望與日本、義大利簽訂使關係更強化、密切的「三國軍事同盟」，並等待另二國的回應。

根据远东边疆区边防管理局的官方资料记录，1937—1938年在苏联的远东边境地带与日军发生了6次严重的军事冲突，交火事件26次，边界上有22处遭到日方破坏，苏联领空25次被侵犯，日方散发以破坏为目的的印刷品和鼓动传单26次，日方20次非法进入苏联海域，另外还出现44次违反边界规定的行为

## 近因
- 1938年5月，日本首相（內閣總理大臣）：近衛文麿與陸軍、海軍、外務等三個省部進行會議（四相會議），會議中共同決議了日、德、意三國加強合作以對付蘇聯的方案。
- 1938年6月13日的清晨，苏联内务人民委员部驻远东边疆区全权代表亨里希·薩莫伊洛維奇·柳什科夫（军衔为三级国家安全委员，相当于中将）为了逃避苏联的“大清洗”运动，从珲春的长岭地段越过国境线，叛逃到满洲国。日方对其军衔翻译为“三等大将”。

- 1938年7月，日軍開始進攻中國武漢地區，此時日本驻黑龙江东宁的關東軍特種情報機關截獲了一份蘇聯遠東軍第五十九边防总队新任司令发给在哈巴罗夫斯克的苏哥洛夫中将的密碼電報，內容為：「應在香山洞（位于張鼓峰東北方約12公里處）以西的高地佈署兵力」。此情報使日方決定藉此機會試探一下蘇聯軍力的虛實，同時也等於向夥伴德國表明簽署共同反蘇的同盟決心，自此開始策動軍事挑釁計畫。

- 1938年7月9日，日本驻扎在珲春的特务机关发现有十几名苏军士兵在张鼓峰的西坡构筑工事。

- 1938年7月13日，位在張鼓峰的蘇聯步兵已增至40名。

## 導火線
- 1938年7月14日，日本向蘇聯提出抗議，表示張鼓峰已非蘇方領土，要求已佔據張鼓峰、沙草峰的部隊撤退至哈桑湖以西的位置，該處為蘇聯境內的南濱海一帶，接近海參崴，屬蘇聯與朝鮮的邊境，蘇聯方面回應表示該地屬俄方領地，並回絕日方的撤軍要求。
- 1938年7月15日，三名日本军人身着朝鲜族服装在张鼓峰附近窥探情况时，一人被苏军击毙。

- 1938年7月16日，日本陸軍部對駐朝鮮的日軍司令官中村孝太郎中將下令，要求其駐朝鮮的第19師團（師團長為尾高龜藏中將）集結到邊境一帶，準備向蘇聯進攻。

- 1938年7月19日，日本召開五相會議，首相（內閣總理大臣）、海相（海軍大臣）、陸相（陸軍大臣）、外相（外務大臣）、藏相（大藏大臣）共同與會，接續之前如何以「防共協定」為基礎進行三國的強化關係簽訂，此會的決議為：與德國締結共同對抗蘇聯的軍事同盟，與義大利簽訂秘密協議，以協助義大利牽制英國。

## 經過

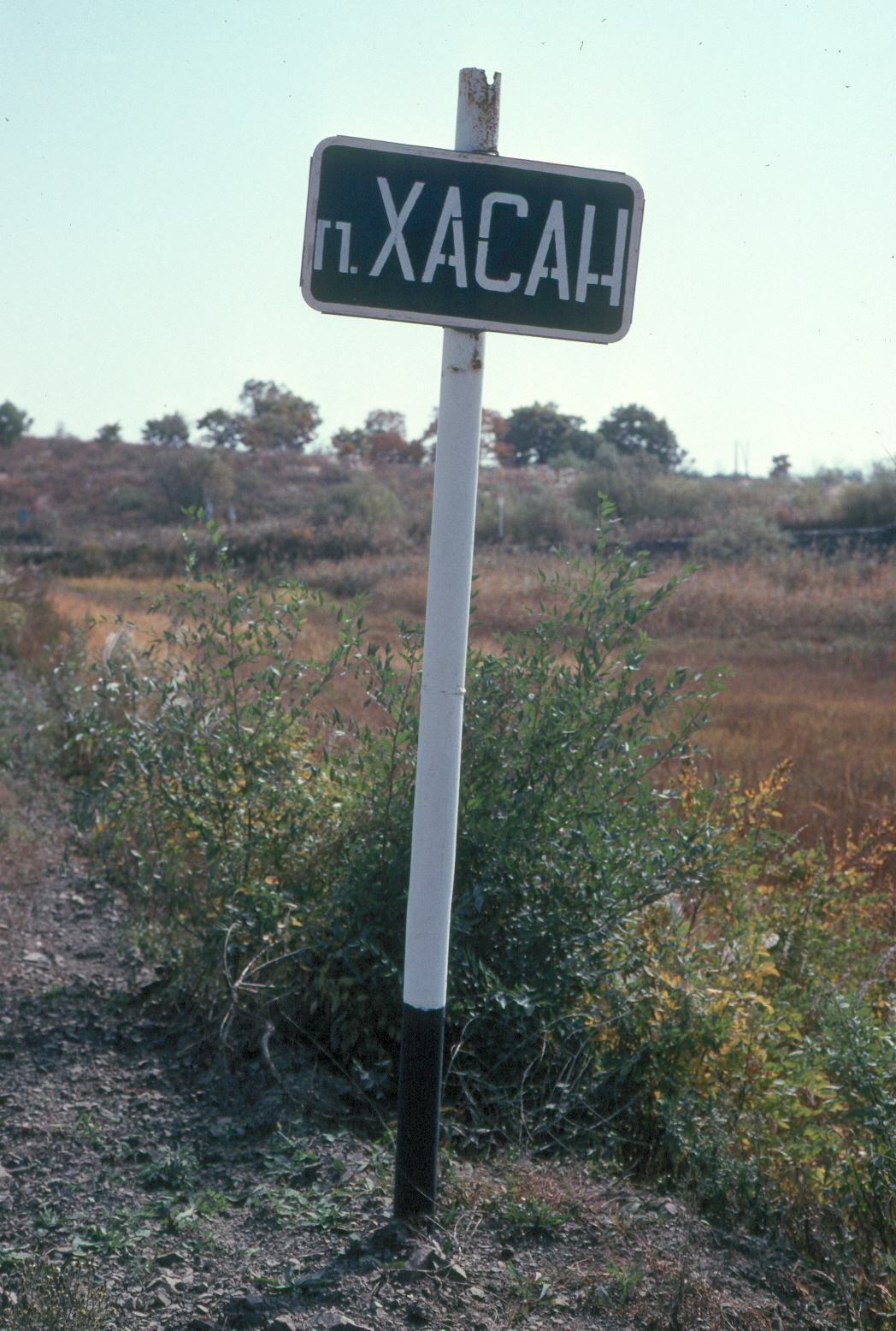
俄國在哈桑湖領地外所設的路標指示牌

- 1938年7月末至8月初，珲春地区大雨不断，珲春河遭遇自1914年以来最大的一次涨水。洪水冲毁了珲春县、哈桑区通往作战区域的道路。

- 苏联太平洋舰队缺少作战规划。1938年7月29日舰队作战部的处长М.С.克列维尼斯基与下属一起，日以继夜地工作，短时间内制定出了作战准备计划，并立即开始实行。由于海參崴通往张鼓峰的公路沿途桥梁都被洪水冲毁，苏联作战部队之间的联系、物资装备的供应、运送增援部队都要依靠海上交通线完成。太平洋舰队首先成立了海军特遣队，指挥员М.П.斯克里加诺夫，政治委员Д.И.萨维洛夫，下辖两个运输组（分别由舰队的辅助舰船与地方上的航运公司的船只组成）、装卸组、运输规划组。此外，还集中了沿岸的渔船从符拉迪沃斯托克运送物资到波谢特湾。装卸组的主要任务是从符拉迪沃斯托克装船至波谢特湾卸船，波谢特停泊点是单一码头，卸货需要借助于吊车而且一次只能卸一艘海洋轮船的货物。张鼓峰事件中从符拉迪沃斯托克至波谢特运送超过2.7万人次，运输货物达1万吨。扎沃龙科夫指挥舰队航空兵歼击机第1、第14团掩护波谢特和符拉迪沃斯托克的运输航线，并参与了对日军火力点的轰炸。舰队水上飞机运载弹药、装备直接降落在哈桑湖水面，卸下货物返程时将伤员运至符拉迪沃斯托克。戈尔什科夫任支队长的第七舰艇支队护送运输船以及在弗鲁杰里姆岛区域、图们—乌拉河口区域承担侦察巡逻任务。舰队水兵组成反坦克营参加了张鼓峰峰顶战斗。

- 1938年7月30日黎明，尾高龟藏下达了进攻的命令，日軍（驻）朝鲜军的第19师团開始發起攻击，一個步兵營进攻張鼓峰。至7月31日晨，日军已经占领了张鼓峰和沙草峰。初战苏军伤亡超过400人，日军伤亡不到200人，但有一名大队长和两名中队长在战斗中阵亡。

- 1938年8月2日，仅仅指挥了一天战斗的布留赫尔被参谋长施特恩接替了指挥权。

- 1938年8月2日，蘇聯開始首轮反擊，動用了坦克（T-26型）以及用飞機炸射日軍陣地以及朝鮮境內的軍事補給線，此後兩軍皆再度增援，使戰事擴大至邊境6公里內的範疇。

- 1938年8月6日16时55分，在空军和炮兵的掩护下坦克与步兵协同作战，蘇军2個師的兵力发起总攻。日军阵地上构筑了坚固的防御工事：一人深的掩体、防空洞和步兵的避弹所、防机枪和火炮火力的掩体，阵前设置了3~4排的铁丝网及反坦克壕。这种火力掩护的手段是有效的，尽管苏方拥有强大的航空和炮火准备，但也没有压制住日方的火力。苏军凭借空中和机械化部队的优势，对前线日军及其后方补给线同时进行了大规模的攻击，日军陷入孤立。苏军在哈桑湖南端与图们江之间的狭窄地带投入了步兵第40师（自南向北为步兵第119、第120、第118团）沿着哈桑湖与图们江分水岭向西北进攻；在哈桑湖北端与图们江之间狭窄地带投入步兵第32师（自南向北展开了步兵第96、第95、第94团）。8月7日，苏军以舟艇横渡哈桑湖控制了张鼓峰东坡。8月8日晚苏联步兵第40师的118团控制了张鼓峰山顶，8月9日步兵第32师第96团沿着哈桑湖的狭长地带前进，拿下了52高地（Пулеметная горка）和沙草峰。8月9日苏联第39步兵军的指挥员下令部队设防固守阵地。紧张激烈的战斗一直持续到8月10日。

## 結果
- 1938年8月10日晚，日本驻苏联大使重光葵向蘇聯提出停戰。苏联外交人民委员李维诺夫与日本大使进行谈判。8月10日夜，苏日双方达成《张鼓峰停战协议》。协议规定双方部队应于11日12时（东九区当地时间）停止军事行动，苏联军队与日本军队暂留在8月10日24时的控制位置。组织混合委员会勘定界线，苏联派出代表2名，日本、满洲国各派出代表1名。1938年8月12日日军第74联队联队长长勇大佐与苏联远东方面军参谋长兼步兵第39军军长施特恩在张鼓峰小学校进行现场交涉停战问题。
- 1938年8月13日，日苏双方召开第三次停战会议，傍晚在张鼓峰东南山双方交换了阵亡者尸体。

日方资料记录中，日军的伤亡总数为1,440人，其中死亡526人，受伤914人。特别是先遣部队兵力损失高达50%以上。
根据苏联国防人民委员伏罗希洛夫元帅的第0040号命令中记录，此次冲突事件苏军战死408人，受伤2,807人。但是有新的数据统计显示，苏军死亡717人，受伤2,752人， 75人失踪或被俘。

## 影響
這起事件並沒有受到西方太大的重視，同時在亞洲發動侵略的日本也未將此事件列計在二次世界大戰中。不過蘇聯在此役中的戰損深具意義，因為日军从对苏军的交战结果中认为苏军实力不济。苏军的惨重损失使得斯大林迁怒于布留赫尔元帅，之后並把他逮捕处死。苏联国防人民委员伏罗希洛夫在内部文件中对张鼓峰事件进行了总结，认为这个事件暴露了远东方面军的极大不足：部队、司令部和指挥人员的战斗准备都处于一种令人无法接受的低水平；部队状态松散，部队的供应补给缺乏组织性；整体上反映出远东战区在作战准备上玩忽职守。
战后，苏联远东方面军撤销，组建红旗独立第一集团军（司令员格里戈里·施捷尔恩）和红旗独立第二集团军（司令员科涅夫），直属于国防人民委员会。太平洋舰队在作战关系上服从红旗独立第一集团军军事委员会指挥。
步兵第32师师长尼古拉·别尔扎林上校于1938年12月升任红旗远东特别集团军步兵第59军军长。1940年7月升任远东方面军红旗第1集团军副司令。苏德战争开始后，别尔扎林担任波罗的海沿岸特别军区第27集团军司令。
苏联参与战斗的步兵第40师被授予列宁勋章，步兵第32师和波谢特边防支队被授予红旗勋章，26名战斗参加者被授予苏联英雄称号，6 500人被授予各种勋章和奖章。1939年7月5日通过颁发“哈桑湖战斗参加者”纪念章的决定。74名太平洋舰队的军人被授予勋章和奖章，数百名太平洋舰队的军人获得了“哈桑湖战斗参加者”纪念章。
由于哈桑湖战斗中，苏军到前线的公路运输由于洪水而瘫痪。战后，苏联立即开始从西伯利亚铁路的巴拉诺夫斯基站新建到克拉斯基诺长度190km的哈桑铁路支线，1941年完工。苏德战争胜利后，该条铁路继续修建至图们江入海口的哈桑站。总长度达到238km，1951年9月28日竣工通车。随后跨图们江建起一座木制便桥，1952年通车接入了朝鲜铁路网。1959年8月9日，砼桥墩的钢梁桥替代了木桥，称为图们江“友谊桥”，朝鲜文是。

## 附註
1. ^  - 張鼓峰事件
中稱：張鼓峰事件
日稱：張鼓峰事件
俄稱：Хасанские бои（哈桑湖戰役）
英文：The Battle of Lake Khasan（意思是：哈桑湖戰役）
2. ^  - 張鼓峰（经纬度：  42°26'51.20"北 130°35'18.17"东）
中稱：張鼓峰
日稱：張鼓峰
俄稱：扎奥泽尔纳亚高地высота Заозерная（意思是：對湖高地）
英語：Zaozernaya
因其峰下有水泡子，似朝鲜族长鼓而称长鼓峰，因朝鲜族语“长”“张”同音而惯称张鼓峰，也有称其为张高峰。满洲国《大同报》和日本《朝日新闻》曾称此峰为“正勇峰”。
3. ^  - 沙草峰
中稱：沙草峰
日稱：砂草峰
俄稱：别齐米扬纳亚高地высота Безымянная（意思是：無名高地）
英文：Bezymyannaya

## 深入閱讀
- Coox, Alvin D. The Anatomy of a Small War: The Soviet-Japanese Struggle for Changkufeng/Khasan, 1938. Westport, Conn.: Greenwood Press, 1977 ISBN 0-8371-9479-2

### 引用
1. ↑  . Уголок неба.   [2018-03-03]. （原始内容存档于2011-10-15） （俄语）. 1 августа (в ряде источников – 6 августа) был сбит СБ лейтенанта Гавриша, 10 августа – сбит И-15 лейтенанта Соловьева; два И-15 потеряны по небоевым причинам
Владимир Котельников

## 外部連結
- 地理坐标：42°26′46.00″N 130°35′43.24″E / 42.4461111°N 130.5953444°E
- 蘇聯地圖觀點的張鼓峰/哈桑湖事件 （页面存档备份，存于） （俄文）
- 乾岔子島事件、張鼓峰事件 （日語）